# Periósteo

Esquema dos tecidos que recobrem o crânio: 1- pele, 3-periósteo, 4-osso. Nesse caso específico, também pode ser chamada de "pericrânio", mas sua função não muda.

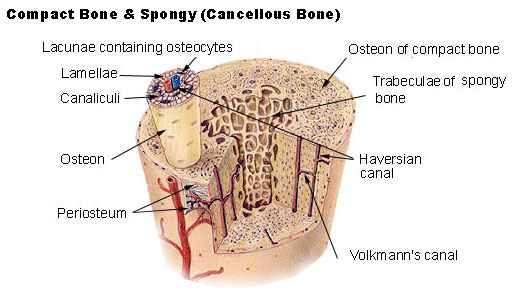
Partes de um osso (em inglês). Periósteo (Periosteum) é a camada mais externa.

Periósteo (do grego περίὀστέον, peri- 'ao redor' + -osteo 'osso') é uma membrana de tecido conjuntivo denso, vascularizada, fibrosa e resistente que envolve por completo os ossos, excepto nas articulações cartilaginosas.
Possui fibroblastos e fibras colágenas dispostas paralelamente entre si e paralelamente à superfície do osso. Fibras de Sharpey unem o periósteo ao tecido ósseo. São fibras de colágeno, especialmente do tipo I.

## Funções
Dentre as funções do periósteo destacam-se:
- Proteger o osso;
- Fixar músculos servindo como ponto de origem e de inserção;
- Produzir novas células para fazer o osso crescer;
- Produzir novas células para substituir as danificadas;
- Envolver os nervos que envolvem alguns ossos;
- Envolver os vasos sanguíneos que nutrem o osso.

## Camadas
Possui duas camadas:
- Camada fibrilar (externa): Formada de tecido conjuntivo denso, apresentando alguns fibroblastos.
- Camada celular (interna): Formada por várias células osteoprogenitoras, semelhantes aos fibroblastos. Essas células se diferenciarão em osteoblastos que terão a função de compor e sintetizar, posteriormente, todo o tecido ósseo.

## Desenvolvimento
Durante o desenvolvimento dos ossos seus fibroblastos e células progenitoras produzem osteócitos (células típicas do tecido ósseo), substância fundamental amorfa e fibras colágenas. Além disso, caso o osso seja lesionado, pode receber um estímulo para produzir mais tecido ósseo para cobrir a área fraturada com tecido conjuntivo cartilaginoso.